# Isatis kotschyana
Isatis kotschyana är en korsblommig växtart som beskrevs av Pierre Edmond Boissier och Rudolph Friedrich Hohenacker. Isatis kotschyana ingår i släktet vejdar, och familjen korsblommiga växter. Inga underarter finns listade i Catalogue of Life.